# Референдумы в Швейцарии (2016)

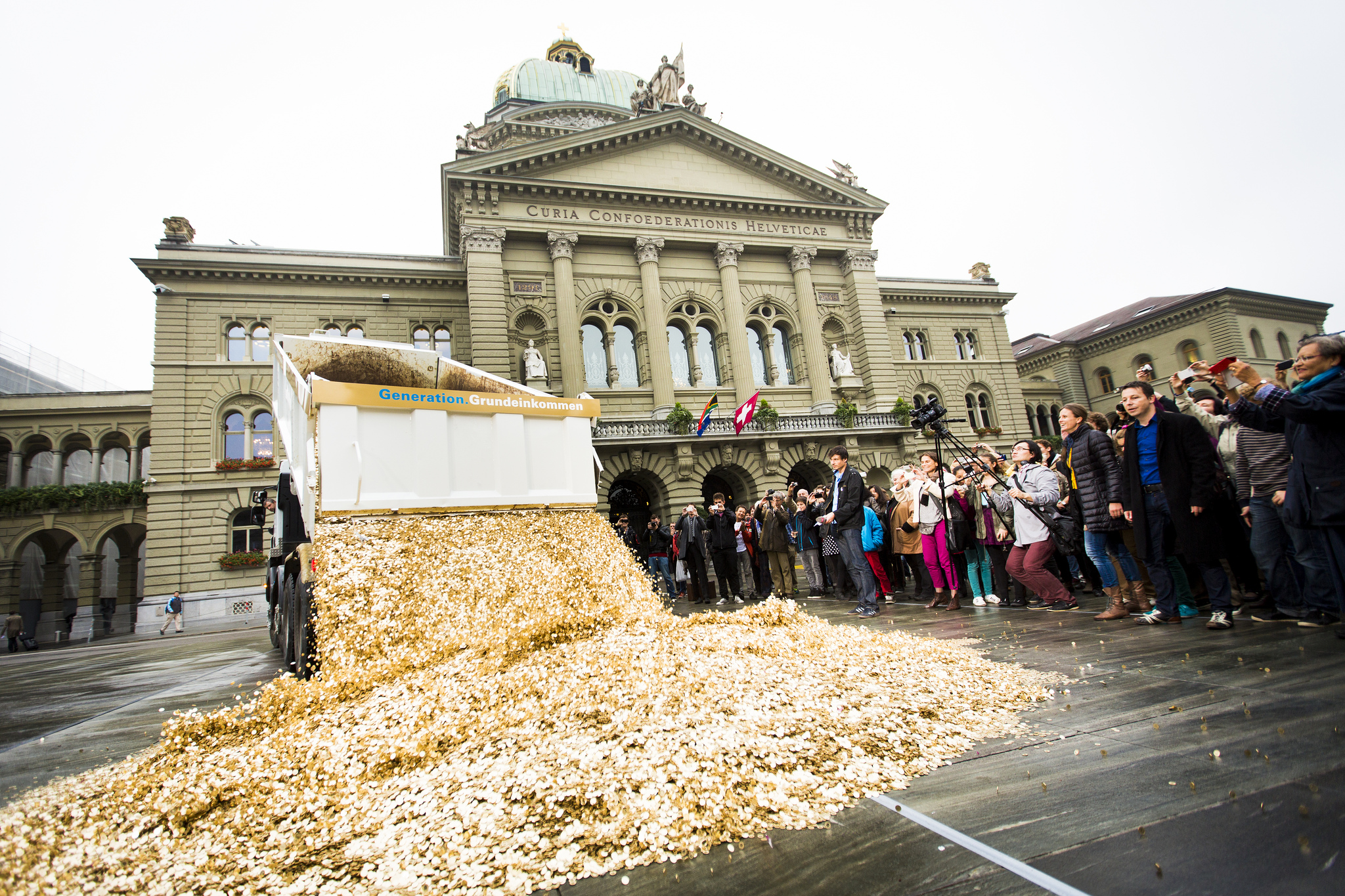
В 2013 году 8 млн. 5-центовых монет (по одному на каждого жителя) были выгружены на Бундесплатц в Берне в поддержку народной инициативы по безусловному базовому доходу.

Референдумы в Швейцарии проходили 28 февраля, 5 июня, 25 сентября и 27 ноября 2016 года. Всего проводилось 13 голосований.

## Февральские референдумы
28 февраля проводились референдумы по 3 народным инициативам и одному федеральному закону:
- Народная инициатива, организованная Христианско-демократической народной партией «За пары и семьи — Нет штрафам за брак». Инициатива запрещала дискриминацию в налогообложении для женатых пар, которые в некоторых ситуациях платили больше, чем незарегистрированные пары. Однако, инициатива вводила определение семьи, как союз между мужчиной и женщиной[3]. Последнее положение вызывало наибольшую критику, т.к. делало невозможным по Конституции однополые браки.
- Народная инициатива «За эффективную депортацию иностранных преступников», предложенную Швейцарской народной партией. Партия обещала полное исполнение инициативы, одобренной ранее на референдуме 2010 года[4]. Граждане иностранных государств, совершившие преступление автоматически депортировались бы, не зависимо от тяжести совершённого нарушения.
- Народная инициатива «Нет спекуляциям на продуктах» была предложена «Молодыми социалистами»[5].
- Модификация федерального закона о дорожному транзиту в Альпийском регионе (Реконструкция Готардского автомобильного тоннеля), которая позволяла провести второй тоннель для возможности реконструкции существующего[6]. оппозиционные группы были обеспокоены, что впоследствии все 4 полосы будут использоваться, что увеличит транспортную нагрузку, а также рассматривали план слишком дорогим[6].

Правительство рекомендовало отклонить все три инициативы и одобрить поправку к закону, что в результате и было выполнено.

### Результаты
| Вопрос                                         | «За»      | «За» | «Против»  | «Против» | Недейств./ пустых бюлл. | Всего голосов | Действ. бюлл. | Явка | Кантонов «За» | Кантонов «За» | Кантонов «Против» | Кантонов «Против» | Результат |
| Вопрос                                         | Голоса    | %    | Голоса    | %        | Недейств./ пустых бюлл. | Всего голосов | Действ. бюлл. | Явка | Кантонов      | Полу кантонов | Кантонов          | Полу кантонов     | Результат |
| ---------------------------------------------- | --------- | ---- | --------- | -------- | ----------------------- | ------------- | ------------- | ---- | ------------- | ------------- | ----------------- | ----------------- | --------- |
| За пару и семью                                | 1 609 152 | 49,2 | 1 664 224 | 50,8     | 80 643                  | 3 354 019     | 5 302 797     | 63,2 | 15            | 3             | 5                 | 3                 | Отвергнут |
| Депортация иностранных преступников            | 1 375 098 | 41,1 | 1 966 965 | 58,9     | 37 504                  | 3 379 567     | 5 302 797     | 63,7 | 3             | 3             | 17                | 3                 | Отвергнут |
| Нет спекуляциям на продуктах                   | 1 287 786 | 40,1 | 1 925 937 | 59,9     | 122 455                 | 3 336 178     | 5 302 797     | 62,9 | 1             | 1             | 19                | 5                 | Отвергнут |
| Готардский автомобильный тоннель               | 1 883 859 | 57,0 | 1 420 390 | 43,0     | 61 319                  | 3 365 568     | 5 302 797     | 63,5 |               |               |                   |                   | Одобрен   |
| Источник: Government of Switzerland 1, 2, 3, 4 |           |      |           |          |                         |               |               |      |               |               |                   |                   |           |

## Июньские референдумы
В июне прошли 5 референдумов:
- Народная инициатива по «Безусловному базовому доходу»[8].
- Народная инициатива «за справедливое финансирование транспорта». По этому предложению доходы от топливного налога должны использоваться исключительно для строительства дорог[9].
- Народная инициатива «по общественному обслуживанию»[10].
- Поправки к закону о медицинской помощи по деторождению[11].
- Поправки к федеральному закону о беженстве[12].

Инициативы были отвергнуты, поправки к законам — одобрены.

### Результаты
| Вопрос                                                 | «За»      | «За» | «Против»  | «Против» | Недейств./ пустых бюлл. | Всего голосов | Действ. бюлл. | Явка  | Кантонов «За» | Кантонов «За» | Кантонов «Против» | Кантонов «Против» | Результат |
| Вопрос                                                 | Голоса    | %    | Голоса    | %        | Недейств./ пустых бюлл. | Всего голосов | Действ. бюлл. | Явка  | Кантонов      | Полу кантонов | Кантонов          | Полу кантонов     | Результат |
| ------------------------------------------------------ | --------- | ---- | --------- | -------- | ----------------------- | ------------- | ------------- | ----- | ------------- | ------------- | ----------------- | ----------------- | --------- |
| Безусловный базовый доход                              | 568 660   | 23,1 | 1 897 528 | 76,9     | 28 660                  | 2 494 848     | 5 313 442     | 46,95 | 0             | 0             | 20                | 6                 | Отвергнут |
| Справедливое финансирование транспорта                 | 709 974   | 29,2 | 1 719 661 | 70,8     | 55 749                  | 2 485 384     | 5 313 442     | 46,78 | 0             | 0             | 20                | 6                 | Отвергнут |
| Общественные службы                                    | 784 303   | 32,4 | 1 637 707 | 67,6     | 62 997                  | 2 485 007     | 5 313 442     | 46,77 | 0             | 0             | 20                | 6                 | Отвергнут |
| Поправки к закону о медицинской помощи по деторождению | 1 490 417 | 62,4 | 897 318   | 37,6     | 92 610                  | 2 480 345     | 5 313 442     | 46,68 |               |               |                   |                   | Одобрен   |
| Поправки к федеральному закону о беженстве             | 1 616 597 | 66,8 | 804 086   | 33,2     | 65 349                  | 2 486 032     | 5 313 442     | 46,79 | Одобрен       |               |                   |                   |           |
| Источник: Правительство Швейцарии 1, 2, 3, 4, 5        |           |      |           |          |                         |               |               |       |               |               |                   |                   |           |

## Сентябрьские референдумы
Три голосования прошли 25 сентября: по инициативе «за зелёную экономику», по инициативе относительно пенсионной системы и референдум по федеральному закону о Федеральной разведывательной службе. Инициативы были отклонены, а закон — одобрен.

### Результаты
| Вопрос                                    | «За»      | «За» | «Против»  | «Против» | Недейств./ пустых бюлл. | Всего голосов | Действ. бюлл. | Явка | Кантонов «За» | Кантонов «За» | Кантонов «Против» | Кантонов «Против» | Результат |
| Вопрос                                    | Голоса    | %    | Голоса    | %        | Недейств./ пустых бюлл. | Всего голосов | Действ. бюлл. | Явка | Кантонов      | Полу кантонов | Кантонов          | Полу кантонов     | Результат |
| ----------------------------------------- | --------- | ---- | --------- | -------- | ----------------------- | ------------- | ------------- | ---- | ------------- | ------------- | ----------------- | ----------------- | --------- |
| Зелёная экономика                         | 819 770   | 36,4 | 1 430 273 | 63,6     | 41 427                  | 2 291 470     | 5 329 183     | 43,0 | 1             | 0             | 19                | 6                 | Отвергнут |
| Пенсионная система                        | 921 375   | 40,6 | 1 348 032 | 59,4     | 29 085                  | 2 298 492     | 5 329 183     | 43,1 | 5             | 0             | 15                | 6                 | Отвергнут |
| Федеральная разведывательная служба       | 1 459 068 | 65,5 | 768 065   | 34,5     | 61 416                  | 2 288 549     | 5 329 183     | 42,9 |               |               |                   |                   | Одобрен   |
| Источник: Правительство Швейцарии 1, 2, 3 |           |      |           |          |                         |               |               |      |               |               |                   |                   |           |

## Ноябрьский референдум
В ноябре прошёл референдум по народной инициативе за запрограммированное прекращение ядерной энергетики (против ядерных электростанций)
 Инициатива была связана с аварией на АЭС Фукусима-1 в Японии, произошедшей одним годом ранее в 2012 году. Предложение было отклонено.

### Результаты
| Вопрос                              | «За»      | «За» | «Против»  | «Против» | Недейств./ пустых бюлл. | Всего голосов | Действ. бюлл. | Явка | Кантонов «За» | Кантонов «За» | Кантонов «Против» | Кантонов «Против» | Результат |
| Вопрос                              | Голоса    | %    | Голоса    | %        | Недейств./ пустых бюлл. | Всего голосов | Действ. бюлл. | Явка | Кантонов      | Полу кантонов | Кантонов          | Полу кантонов     | Результат |
| ----------------------------------- | --------- | ---- | --------- | -------- | ----------------------- | ------------- | ------------- | ---- | ------------- | ------------- | ----------------- | ----------------- | --------- |
| Закрытие ядерной энергетики         | 1 099 409 | 45,8 | 1 300 860 | 54,2     | 21 729                  | 2 421 998     | 5 336 711     | 45,4 | 4             | 2             | 16                | 4                 | Отвергнут |
| Источник: Government of Switzerland |           |      |           |          |                         |               |               |      |               |               |                   |                   |           |